# Jean-Joseph Gaume
Jean-Joseph Gaume (Fuans, Franco Condado, 5 de mayo de 1802 - París, 19 de noviembre de 1879) fue un teólogo y escritor católico francés. 

## Biografía
Obtuvo el doctorado en Sagrada Teología en la Universidad de Praga. Fue profesor de Teología en el Seminario de la diócesis de Nevers. También fue canónigo de la Catedral de Nevers y vicario general de la diócesis.
En 1841 partió para Roma, donde fue nombrado protonotario apostólico por el Papa Pío IX en 1854. Su predecesor, Gregorio XVI, le hizo Caballero de la Orden Reformada de San Silvestre.
Condenó el liberalismo, el socialismo y la franc-masonería. Acusó a la masonería de conspiración en la Revolución francesa.
Fue, junto con Augustin Barruel, S.J., uno de los principales escritores contrarrevolucionarios franceses de la primera mitad del siglo XIX.

## Distinciones y reconocimientos
- Caballero de la Orden Reformada de San Silvestre, nombrado por Gregorio XVI.
- Protonotario apostólico, nombrado por Pío IX en 1854.

## Obras
- Du Catholicisme dans l'éducation, ou l'Unique moyen de sauver la science et la société, 1835
- Le Grand jour approche! ou Lettres sur la première communion, 1836
- Abrégé du catéchisme de persévérance, ou Exposé historique, dogmatique, moral et liturgique de la religion, depuis l'origine du monde jusqu'à nos jours, 1842
- Manuel des confesseurs, 1843 Texte en ligne
- Histoire de la société domestique chez tous les peuples anciens et modernes, ou Influence du christianisme sur la famille, 1844
- L'Europe en 1848, ou Considérations sur l'organisation du travail, le communisme et le christianisme, 1848
- La Profanation du dimanche considérée au point de vue de la religion, de la société, de la famille, de la liberté, du bien-être, de la dignité humaine et de la santé, 1850
- Le Ver rongeur des sociétés modernes, ou le Paganisme dans l'éducation, 1851
- Lettres à Mgr. Dupanloup, évêque d'Orléans, sur le paganisme dans l'éducation, 1852
- Bibliothèque des classiques chrétiens, latins et grecs, 1852-1855
- Catéchisme de Persévérance, ou Exposé de la Religion depuis l'origine du monde jusqu'à nos jours, 1854
- La Révolution, recherches historiques sur l'origine et la propagation du mal en Europe, depuis la Renaissance jusqu'à nos jours, 12 vol., 1856 Texte en ligne 1 2 3 4 5 6 7 8 9 10 11 12
- Les Trois Rome, 4 vol., 1857 Texte en ligne 1 2 3 4
- L'Horloge de la Passion, 1857
- Poètes et prosateurs profanes complètement expurgés, 1857
- La Religion et l'Éternité, 1859
- La Situation: douleurs, dangers, devoirs, consolations des catholiques dans les temps actuels, 1860
- Bethléem, ou l'École de l'enfant Jésus, petites visites à la crèche pour le temps de Noël, d'après saint Alphonse de Liguori, 1860
- Abrégé du cathécisme de persévérance, 1865
- Traité du Saint Esprit, comprenant l'histoire générale des deux esprits qui se disputent l'empire du monde et des deux cités qu'ils ont formées, avec les preuves de la divinité du Saint Esprit, 1865 Texte en ligne
- L'Eau bénite au XIXe siècle, 1866
- Credo, ou Refuge du chrétien dans les temps actuels, 1867
- Histoire du bon larron au XIXe siècle, 1868
- La Vie n'est pas la vie, ou la Grande erreur du XIXe siècle, 1869
- Judith et Esther. Mois de Marie du XIXe siècle, 1870
- Suéma, ou la Petite esclave africaine enterrée vivante, histoire contemporaine, 1870
- Où en sommes-nous?: étude sur les événements actuels: 1870 et 1871, 1871 Texte en ligne
- Le Cimetière au XIXe siècle, 1873
- L'Angélus au XIXe siècle, 1873
- La Génuflexion au XIXe siècle, ou Étude sur la première loi de la création, 1876
- Petit catéchisme du Syllabus, 1876
- Histoire des catacombes de Rome, 1876
- Le Testament de Pierre le Grand, ou la Clef de l'avenir, 1876
- Mort au cléricalisme, ou Résurrection du sacrifice humain, 1877
- La Révolution, 1877
- Le Bénédicité au XIXe siècle, ou Religion dans la famille, 1878
- Le Scrupule, petit manuel de direction à l'usage des âmes timorées et de leurs confesseurs, d'après saint François de Sales et saint Alphonse de Liguori, 1879
- L'Évangélisation apostolique du globe, preuve de la divinité du christianisme, 1879
- Biographies évangéliques, 2 vol., 1881-1893
- Les mystères du diable dévoilé, 1880.